# Rue Saint-Pierre (Liège)
Pour les articles homonymes, voir Rue Saint-Pierre.
La rue Saint-Pierre est une rue ancienne de la ville de Liège (Belgique) proche de la place Saint-Lambert dans le centre historique de Liège.  

## Toponymie
La rue prend le nom de l'ancienne collégiale Saint-Pierre, détruite en 1811.

## Situation et description
Cette courte rue pavée très ancienne est sans doute antérieure au Xe siècle. Elle marque la base de la colline historique de Publémont en direction de la basilique Saint-Martin. Mise à l'écart de la circulation automobile intense par le percement d'une voie rapide toute proche (élargissement de la rue de Bruxelles), la rue Saint-Pierre, dont certains immeubles ont été expropriés et détruits, est devenue une voie sans issue pour les automobilistes mais en rapport direct avec l'îlot Saint-Michel et la gare de Liège-Saint-Lambert pour les piétons. Jusqu'aux années 1970, la petite rue Salamandre rejoignait la rue de Bruxelles, marquant ainsi la limite entre la rue Sainte-Croix et la rue Saint-Pierre. Cette dernière menait au square Notger, lui-même conçu à l'endroit où se dressait la collégiale Saint-Pierre. L'escalier nommé les degrés Saint-Pierre prolongeait la rue Saint-Pierre en direction de la place Saint-Lambert en contournant ce square Notger par le sud.

## Patrimoine
La rue ne possède que quatre immeubles. Ils sont tous repris à l'Inventaire du patrimoine culturel immobilier de Wallonie et deux figurent sur la liste du patrimoine immobilier classé de Liège :
Au no 13, l'ancien hôtel de Grady est un immeuble de cinq travées érigé pendant le dernier quart du XVIIIe siècle. À l'arrière du bâtiment, une aile perpendiculaire date du XVIIe siècle. C'est la maison natale du musicien César Franck né le 10 décembre 1822 comme une plaque commémorative l'indique en façade.
Ne doit pas être confondu avec l'hôtel de Grady, situé rue Hors-Château à Liège

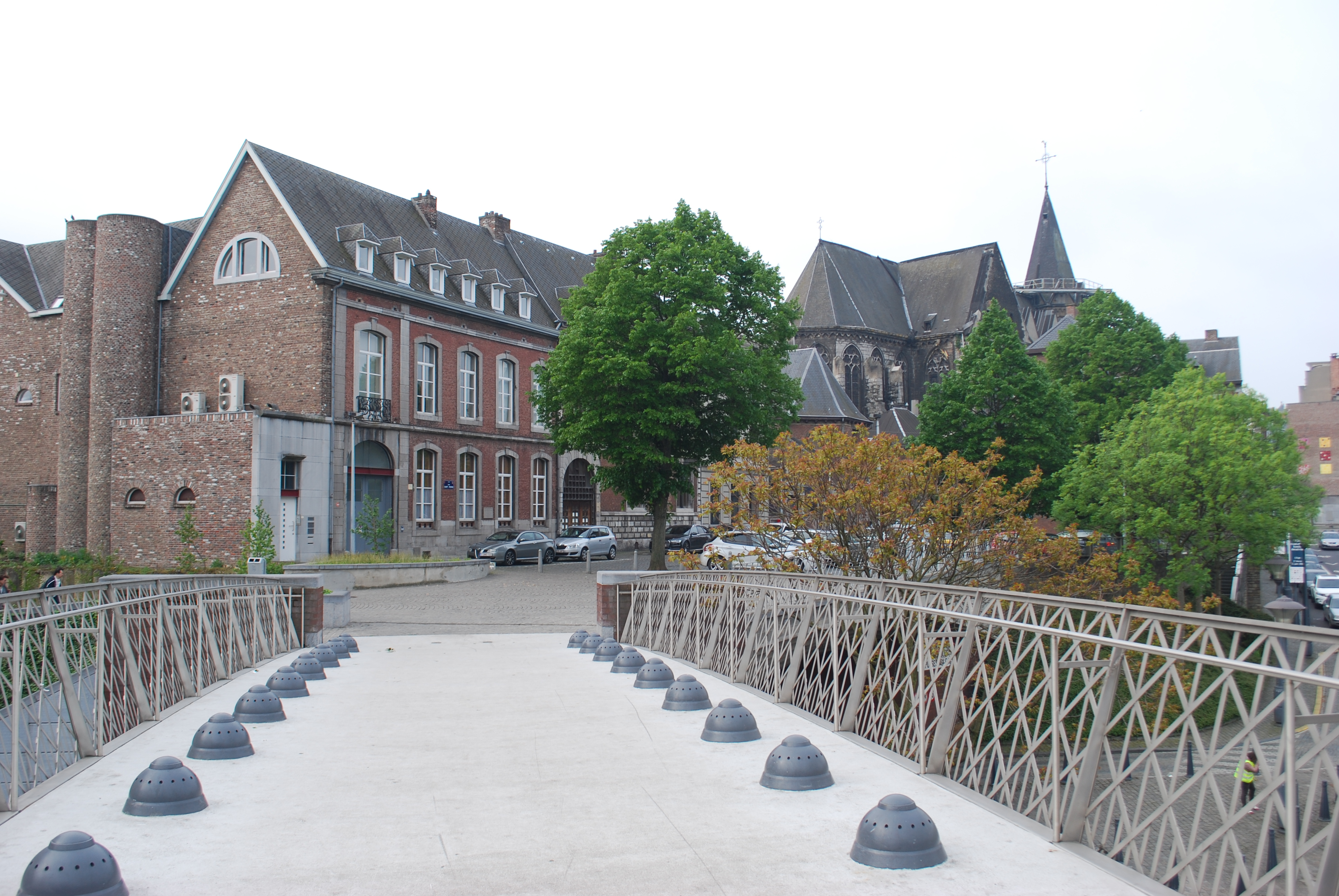
L'ancien hôtel de Grady depuis la passerelle au-dessus de la rue de Bruxelles

Au no 15, l'hôtel Torrentius ou Van der Beek (Beek ou Beke, mots flamands signifiant : ruisseau, torrent) est l'une des plus vieilles bâtisses de la ville de Liège. Elle est construite en 1565 d'après des plans de Lambert Lombard.

## Voiries adjacentes
- Rue de l'Official
- Cloîtres Sainte-Croix
- Rue Sainte-Croix